# Wargaming.net
Wargaming — частная компания, издатель и разработчик компьютерных игр преимущественно free-to-play ММО-жанра и околоигровых сервисов для разных платформ. Штаб-квартира располагается в Никосии, Республика Кипр, центры разработок — в Киеве, Сиэтле, Чикаго, Балтиморе, Сиднее, Хельсинки, Остине, Праге и Вильнюсе. Официальным партнёром компании является Wargaming Public Co. Limited — кипрская компания-дистрибьютор, основанная Виктором Кислым 26 июля 2011 года.

## История компании
Компания началась с увлечения Виктором Кислым, в 1995 году разработкой компьютерных игр. Виктор в это время учился в Белорусском государственном университете на физическом факультете. В 1998 году Виктор и ещё семь энтузиастов-разработчиков основали Wargaming и приступили к разработке своего первого коммерческого проекта — игры DBA Online, которая вышла в 2000 году.
В 2001 году компания разрабатывает AdRevolver, интеллектуальную систему по оптимизации показа интернет-рекламы, которая в 2004 году была приобретена одной из крупнейших в США и Великобритании рекламных сетей BlueLithium. В 2007 году компания BlueLithium была поглощена интернет-гигантом Yahoo! за $300 млн и компания заключила двухгодичный контракт с Yahoo! на дальнейшее развитие и интеграцию AdRevolver.
В 2003 году вышла игра Massive Assault, затем в 2004—2006 годах выпускались её продолжения. В 2007 году вышла игра «Обитаемый остров: Послесловие» по мотивам одноимённой повести братьев Стругацких.
В 2007 году, после приобретения минской студии Arise Games, к Wargaming присоединяются ещё 40 разработчиков. Объединёнными силами компания выпускает игру Операция «Багратион», удостоенную награды «Лучшая стратегическая игра» на Конференции разработчиков компьютерных игр в 2008 году.
3 марта 2008 года Виктор Кислый регистрирует в Лондоне инвестиционное партнёрство Wargaming, LLP под управлением группы компаний на Британских Виргинских Островах, которая становится владельцем прав и держателем торговых марок World of Tanks и Order of War.
Вдохновлённая успехом компания начинает разработку новых игр посвящённой военной технике времён Второй мировой войны. Проект получил рабочее название «Танкодром». Первое фокус-тестирование нового проекта состоялось 24 июля 2009 года. А уже на седьмой Конференции Разработчиков Игр КРИ 2009, проходившей в московской гостинице «Космос» с 15 по 17 мая, компания демонстрировала на стенде игры World of Tanks и Order of War. Работа компании была высоко оценена жюри и журналистами, и Wargaming получила награды в номинациях «Лучшая компания-разработчик» и «Приз от прессы».
После выставки 16 апреля 2009 года компания Wargaming объявляет о подписании соглашения с японской компанией Square Enix о разработке стратегии в реальном времени Order of War. Мировой релиз игры состоялся 18 сентября 2009 года.
12 августа 2010 года состоялся официальный релиз free-to-play MMO игры World of Tanks, впоследствии завоевавшей множество наград и ставшей основным проектом компании.
В 2011 году в коллектив Wargaming вливаются ещё 50 разработчиков из Lesta Studio (начинают разработку World of Warships), 20 разработчиков мобильных приложений из DAVA Consulting и команда Persha Studia (начинают разработку World of Warplanes).
В июле 2011 года компания объявила об открытии европейского представительства в Париже, которое возглавил бывший исполнительный директор европейского отделения Blizzard Entertainment Фредерик Мену (фр. Frédéric Menou). Руководителем дочернего предприятия в Берлине стал Марио Бауманн (англ. Mario Baumann). Берлинское отделение заключило соглашение с американской компанией-производителем масштабных моделей из пластика Revell. По условиям соглашения покупатели моделей танков в масштабе 1:76, 1:72 или 1:35 Revell получают в подарок DVD с игрой World of Tanks, одну неделю премиум аккаунта и 450 единиц игрового золота эквивалентных 10 евро.
26 июля 2011 года Виктор Кислый основал Wargaming Public Co. Ltd, с которой 1 сентября 2011 года Wargaming, LLP заключил соглашение на распространение игр на территории Евросоюза и Швейцарии.
14 мая 2012 года Wargaming, LLP заключила партнёрское соглашение с китайской корпорацией Kongzhong — ведущим поставщиком цифровых развлекательных услуг для потребителей в КНР, гарантируя продажу 120 млн обыкновенных акций эквивалентных 5,0 млн американских депозитарных акций по цене $5,94 за каждую при условии запуска в коммерческую эксплуатацию игр на китайском рынке.
В июне 2012 года штат сотрудников Wargaming насчитывал около 900 человек по всему миру, из них около 400 человек в Минске.
В июне 2012 года компания Wargaming анонсировала новый сервис, включающий в себя игры военной MMO-серии: World of Tanks, World of Warplanes и World of Warships. Сервис Wargaming.net планировалось сделать центром новой ММО-вселенной с единой точкой входа — порталом www.wargaming.net. Со стартом игрового сервиса и обновлённого сайта компании игроки должны были получить Wargaming.net ID, предоставляющий одновременный доступ ко всем проектам и сервисам компании, а также возможность OpenID-аутентификации на партнёрских и фанатских ресурсах.
7 августа 2012 года было объявлено, что компания Wargaming приобрела за 45 миллионов долларов компанию BigWorld Pty Ltd.
В 2012 году оборот Wargaming Public Co. Ltd составил 217,9 млн евро, а чистая прибыль — 6,1 млн евро. Для сравнения, за вторую половину 2011 года оборот равнялся 18 млн.
4 октября 2012 года Wargaming присоединилась к американской ассоциации производителей ПО и компьютерных игр Entertainment Software Association.
29 января 2013 года Wargaming приобрела за 20 миллионов долларов Day 1 Studios, известную продолжением шутера F.E.A.R., после чего два офиса компании под новым названием «Wargaming West», расположенные в Чикаго и Хант Вэлли, начали работу над консольным проектом World of Tanks: Xbox 360 Edition. Игра была анонсирована в июне 2013 года, во время выставки E3. 3 октября 2013 стартовал бета-тест, а 12 февраля 2014 World of Tanks: Xbox 360 Edition вышла в глобальный релиз.
14 февраля 2013 года Wargaming объявила о приобретении студии Gas Powered Games, которая в своё время создала такие проекты, как Supreme Commander, Dungeon Siege и Demigod. После приобретения студия была переименована в «Wargaming Seattle», где все 30 разработчиков продолжили работать под управлением её основателя Криса Тейлора (англ. Chris Taylor) — дизайнера и разработчика популярной стратегии в реальном времени Total Annihilation (1997).
26 марта 2013 года Wargaming презентовала собственную мобильную платформу и анонсировала World of Tanks Blitz — ММО-проект для смартфонов и планшетов.
12 ноября 2013 года состоялся официальный выход World of Warplanes.
14 ноября 2013 стартовал закрытый альфа тест World of Warships.
Выручка компании за 2013 год составила 372 млн американских долларов (USD).
25 марта 2014 года компания объявила о начале закрытого бета-тестирования World of Tanks Blitz.
5 мая 2014 года состоялся софт-лонч World of Tanks Blitz для iOS-устройств в Дании, Исландии, Финляндии, Швеции и Норвегии. 26 июня 2014 года игра официально вышла во всем мире.
15 июля 2014 года Wargaming при поддержке портала Habrahabr.ru запустила конкурс Wargaming Developers Contest, направленный на укрепление сотрудничества со сторонними разработчиками. Общий призовой фонд составил 80 000 $.
В апреле 2015 года Wargaming и Melesta Games подписали договор о долгосрочном стратегическом партнёрстве, в рамках которого Melesta остаётся разработчиком мобильных игр, Wargaming занимается маркетингом и оперированием. После сделки в Melesta сменился топ-менеджмент и главным исполнительным директором компании стал вице-президент Wargaming Андрей Яранцев.
2 июля 2015 года стартовал открытый бета тест World of Warships.
16 августа 2016 года Wargaming анонсировали проект Hybrid Wars, релиз которого состоялся 29 сентября.
17 декабря 2016 года был анонсирован тактический шутер «Калибр».
8 октября 2019 года Wargaming распустила Wargaming Helsinki после трёх лет работы, а также закрыла проект, над которым она трудилась.
В 2020 году компания Wargaming располагает офисами по всему миру и насчитывает 5000 сотрудников.
В августе 2020 года Wargaming заявил о переброске сотрудников белорусского отделения в другие страны из-за политической ситуации. Позже компания объявила о планах открыть офис в Литве, который будет заниматься разработкой, оперированием и изданием игр.
9 апреля 2021 года открылась новая студия Wargaming в Литве. Отделение в Вильнюсе продолжит развития компании на территории всей Центральной и Восточной Европы, а также будет выступать в качестве издателя. Студию возглавил Тейн Лайман, который проработал более 17 лет в Activision, работая исполнительным продюсером серии Call of Duty.
Планировалось, что в течение 2022 года студия в Минске будет закрыта, а часть команды, которая там работала будет релоцирована в Литву, Польшу, Чехию.
В феврале 2022 года Wargaming уволила креативного директора, вице-президента компании Сергея Буркатовского за поддержку вторжения России на Украину.
4 апреля 2022 года, из-за российского нападения на Украину, Wargaming заявила об уходе из России и Беларуси. Компания передала свой игровой бизнес под местное управление российской компании Lesta Studio.
В октябре 2022 года Wargaming Sydney была продана Riot Games.

## Финансовые активы

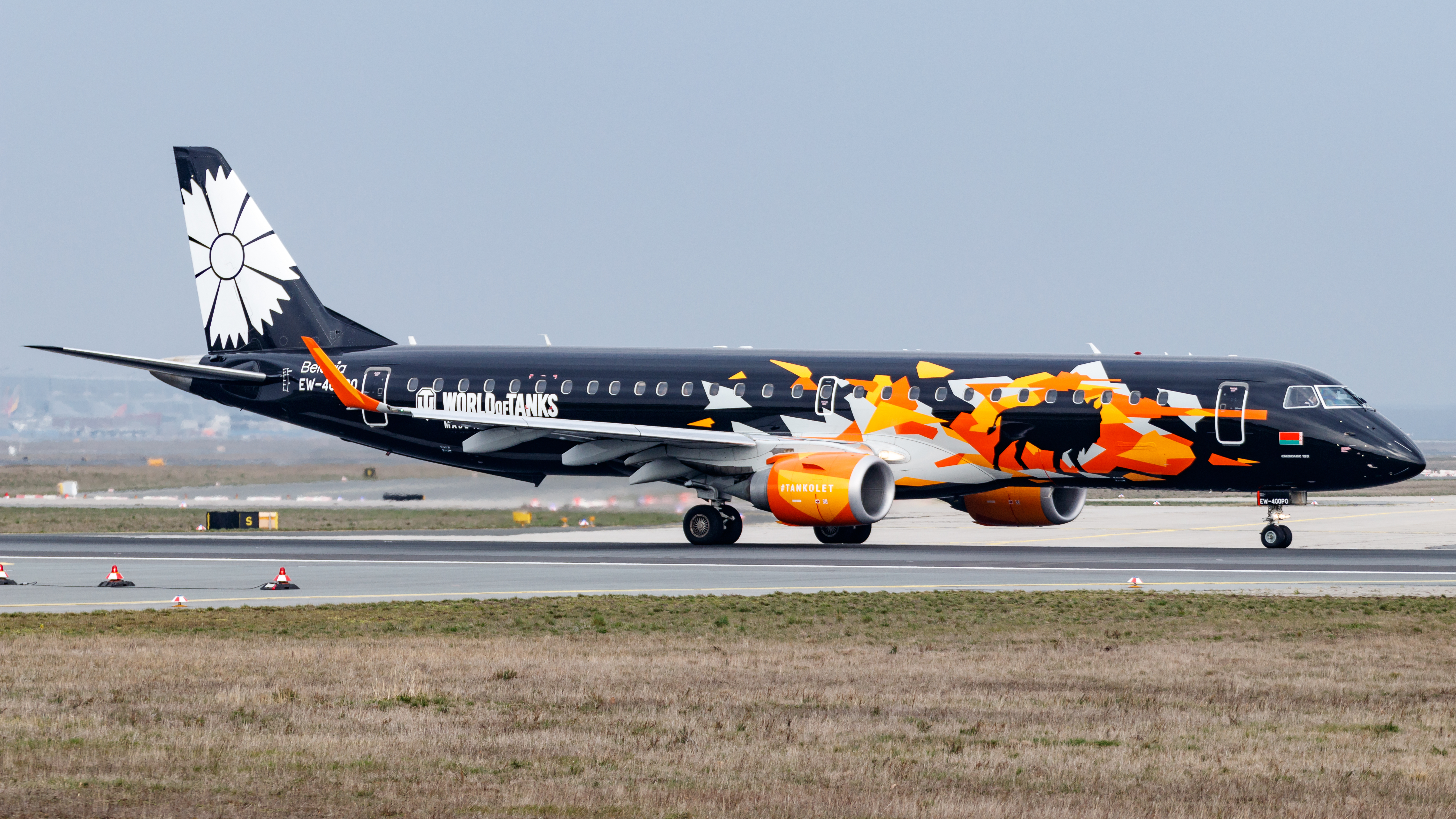
Самолёт Белавиа в ливрее World of Tanks

В разгар банковского кризиса на Кипре, в ноябре 2013 года Wargaming и хедж-фонд Third Point получили по 30 % акций кипрского банка «Hellenic» заплатив по €40 млн каждый, до этого основным акционером была Кипрская православная церковь. Спустя год оба инвестора потратили по €45 млн для выкупа допэмиссии пропорционально размерам своих пакетов акций банка.
В 2018 году Виктор Кислый занял четвёртое место в топ-200 самых успешных и влиятельных бизнесменов Беларуси по версии «Ежедневника».

## Скандалы

### Скандальная реклама 2015 года
В 2015 году компания стала участником скандала. Выпущенный рекламный ролик вызвал шквал критики и негодования. В данном рекламном ролике известный комик Вадим Галыгин для того, чтобы поиграть в игру компании заколотил своего сына в кладовке. Многие пользователи восприняли данный ролик, как призыв компании отказаться от своих родительских прав ради игры. Это был один из первых скандалов с участием компании.

## Социально-политическая активность

### Кампания «Помним всё»
В конце 2013 года компания Wargaming организовала глобальную инициативу «Помним всё», направленную на содействие военно-историческим музеям во всем мире в деле сохранения и реставрации легендарных образцов военной техники.

### «Партия прямой демократии»
В январе 2020 года директор по продукту World of Tanks Вячеслав Макаров заявил о планах создать «Партию прямой демократии» для участия в российских региональных выборах 2020 года и парламентских 2021-го. В оргкомитет кроме Макарова войдут заместитель главы юридической службы сервиса «Яндекс.Деньги» Борис Чигидин, гендиректор Unwired Devices Олег Артамонов, бывший продюсер «Живого Журнала» и связанный с Кремлём политтехнолог, ныне совладелец оказывающей GR-услуги компании Wargaming консалтинговой фирмы с регистрацией в Сан-Марино Тимофей Шевяков (также стал пресс-секретарём) и директор Евразийского коммуникационного центра Алексей Пилько. Событие произошло на фоне публикаций российских СМИ о планах властей допустить к грядущим парламентским выборам партии-спойлеры для размытия голосов протестного электората и имитацию предвыборной борьбы при недопуске оппозиционных политиков вроде Алексея Навального и Дмитрия Гудкова, при этом сами политические силы не смогут набрать требуемого для попадания в парламент числа голосов. 5 марта состоялся учредительный съезд партии в составе делегатов из 47 регионов, на котором Макаров был выбран генеральным секретарём (из-за гражданства Кипра он не мог баллотироваться в Госдуму), из известных персон на мероприятии выступила Мария Бутина.

### «Поддержим Украину вместе»
В 2023 году, на фоне российского вторжения на Украину, компания сообщила о создании, совместного с UNITED24, благотворительного проекта в поддержку Украины WargamingUnited. Компания открыла для игроков продажу специальных наборов, посвящённых Украине, деньги от продажи наборов компания пообещала передать на покупку специальных машин скорой помощи. В ходе одной из акций компания собрала более миллиона долларов.

## Игры
| Год                            | Название                              | Платформа(ы)                                                          | Серия           | Доп. информация                                                                  |               |
| Основные игры                  | Основные игры                         | Основные игры                                                         | Основные игры   | Основные игры                                                                    | Основные игры |
| ------------------------------ | ------------------------------------- | --------------------------------------------------------------------- | --------------- | -------------------------------------------------------------------------------- | ------------- |
| 2000                           | DBA Online                            | Windows                                                               |                 |                                                                                  |               |
| 2003                           | Massive Assault                       | Windows                                                               | Massive Assault |                                                                                  |               |
| 2004                           | Massive Assault Network               | Windows                                                               | Massive Assault |                                                                                  |               |
| 2005                           | Massive Assault: Phantom Renaissance  | Windows                                                               | Massive Assault |                                                                                  |               |
| 2006                           | Massive Assault Network 2             | Windows                                                               | Massive Assault |                                                                                  |               |
| 2007                           | Galactic Assault: Prisoner of Power   | Windows                                                               |                 |                                                                                  |               |
| 2008                           | Операция «Багратион»                  | Windows                                                               | World of War    |                                                                                  |               |
| 2009                           | Order of War                          | Windows                                                               | World of War    |                                                                                  |               |
| 2010                           | World of Tanks                        | Windows, macOS                                                        | World of War    |                                                                                  |               |
| 2013                           | World of Warplanes                    | Windows                                                               | World of War    |                                                                                  |               |
| 2014                           | World of Tanks Modern Armor           | Xbox One, Xbox Series X/S, PlayStation 4, PlayStation 5               | World of War    | Ранее: WoT Console и WoT Valor Игра прекратила поддержку Xbox 360 в 2020 году    |               |
| 2014                           | World of Tanks Blitz                  | Android, iOS, Nintendo Switch, Windows, macOS                         | World of War    |                                                                                  |               |
| 2014                           | Танковый биатлон                      | Android, iOS                                                          |                 |                                                                                  |               |
| 2015                           | World of Tanks Generals               | PC, iOS                                                               | World of War    |                                                                                  |               |
| 2015                           | World of Warships                     | Windows                                                               | World of War    |                                                                                  |               |
| 2016                           | Master of Orion: Conquer the Stars    | Windows, macOS, Linux                                                 | Master of Orion |                                                                                  |               |
| 2016                           | Hybrid Wars                           | Windows                                                               |                 |                                                                                  |               |
| 2018                           | World of Tanks VR                     | HTC Vive                                                              | World of War    | Игра была доступна для игровых залов                                             |               |
| 2018                           | World of Warships Blitz               | Android, iOS                                                          | World of War    |                                                                                  |               |
| 2019                           | World of Warships Legends             | Xbox One, Xbox Series X/S, PlayStation 4, PlayStation 5, Android, iOS | World of War    |                                                                                  |               |
| 2020                           | Bowling Crew                          | Android, iOS                                                          |                 | Игру распространяет компания Levitating Pot Ltd. Разработка и права за Wargaming |               |
| 2022                           | Cozy Islands                          | Android, iOS                                                          |                 | Игру распространяет компания Tetrox Ltd. Права у Wargaming                       |               |
| В разработке                   |                                       |                                                                       |                 |                                                                                  |               |
| —                              | Cold War                              | Windows                                                               | World of War    | Альфа тест                                                                       |               |
| Приобретённые игры в 2013 году |                                       |                                                                       |                 |                                                                                  |               |
| 1993                           | Master of Orion                       | DOS, Windows, Macintosh                                               | Master of Orion |                                                                                  |               |
| 1996                           | Master of Orion II: Battle at Antares | DOS, Windows, Macintosh                                               | Master of Orion |                                                                                  |               |
| 1997                           | Total Annihilation                    | Windows, Mac OS, macOS                                                |                 |                                                                                  |               |
| 2003                           | Master of Orion III                   | Windows, macOS                                                        | Master of Orion |                                                                                  |               |

Прочее
- В 2010 году вышло дополнение Order of War: Challenge для игры Order of War.
- Компания принимала участие в других проектах: Pagan Online (ныне Pagan: Absent Gods) до августа 2020 года и «Калибр» до января 2021 года.
- Игра Gods and Glory была продана в 2020 году компании DECA Games.
- Игра Steel Hunters отменена в июле 2025 года. Ранее игра была в раннем доступе[76].

## Награды
- Лучшая стратегическая игра КРИ 2008 за игру «Операция Багратион»
- Лучшая компания-разработчик КРИ 2009
- Приз от прессы КРИ 2009[77]
- Лучшая компания-разработчик КРИ 2010
- Лучшая клиентская онлайн-игра КРИ 2010 за «World of Tanks»
- Лучшая игра КРИ 2011 за «World of Tanks»
- Приз зрительских симпатий КРИ 2011 за «World of Tanks»
- Премия Рунета за «World of Tanks»
- Приз от индустрии КРИ 2011[78]
- Приз от индустрии КРИ 2012
- Лучшая компания-разработчик КРИ 2012
- Лучшая клиентская онлайн-игра КРИ 2012 за «World of Warplanes»
- Golden Joystick Awards 2012 в номинации «Лучшая MMO игра» за «World of Tanks»[79]
- Golden Joystick Awards 2013 в номинации «Лучшая онлайн-игра» за «World of Tanks»[80]
- Golden Joystick Awards 2017 в номинации «Still Playing» за «World of Tanks»[81]
- Golden Joystick Awards 2018 в номинации «Still Playing» за «World of Tanks»[82]